# Kleinglattbach
Kleinglattbach ist ein aus einem Dorf bestehender Stadtteil der Großen Kreisstadt Vaihingen an der Enz im Landkreis Ludwigsburg, Baden-Württemberg.

## Geographie

### Lage
Kleinglattbach liegt gut zwei Kilometer nordöstlich der Kernstadt von Vaihingen an der Enz auf etwa 250 m Höhe am Glattbach. Benachbarte Ortschaften sind (von Nordwesten im Uhrzeigersinn) Ensingen, Horrheim, Sersheim, Vaihingen an der Enz und Illingen.

### Verkehr
Kleinglattbach liegt an der Landstraße 1125 und an der Kreisstraße 1696, die in das rund drei Kilometer entfernte Zentrum von Vaihingen an der Enz führt. Der Bahnhof Vaihingen (Enz) der Schnellfahrstrecke Mannheim–Stuttgart ist vom Ortskern knapp einen Kilometer südwärts entfernt.
Im September 1853 wurde die Hauptstrecke Bietigheim-Bissingen–Bruchsal eröffnet. In der Nähe des Dorfes Kleinglattbach, etwa drei Kilometer nördlich von Vaihingen an der Enz, war der Bahnhof „Vaihingen-Sersheim“ erbaut worden. Diese Gegend lag zu jener Zeit noch weit abgelegen und wurde erst später nach der nächstgrößeren Ortschaft Vaihingen an der Enz zu „Vaihingen (Enz) Reichsbahnhof“ umbenannt. Nach dem Zweiten Weltkrieg wurde dieser Bahnhof, wie das inzwischen neben ihm wachsende Wohngebiet, „Vaihingen (Enz) Nord“ genannt. Inzwischen ist dieses Wohngebiet mit dem alten Dorfkern in etwa 1,5 Kilometern Entfernung völlig zusammengewachsen.
Im Oktober 1904 wurde eine eingleisige Nebenbahn eingeweiht, die von der Hauptstrecke Bietigheim-Bissingen–Bruchsal abzweigt. Sie sollte die Stadt Vaihingen mit Enzweihingen und den Steinbrüchen und Industriebetrieben erschließen. An der Trasse dieser sogenannten Vaihinger Stadtbahn erhielt auch Kleinglattbach unmittelbar am Dorfrand einen eigenen Haltepunkt. Es wurde ein einfaches Bahnhofsgebäude und ein Bahnsteig errichtet.
Der Bahnhof Vaihingen (Enz) Nord wurde nach der Eröffnung der Schnellfahrstrecke Mannheim–Stuttgart im Oktober 1990 für den Personenverkehr aufgegeben, das denkmalgeschützte Bauwerk ging in private Hände über. Später wurde auch der Güterverkehr aufgegeben und die Nebenbahn stillgelegt.

## Geschichte

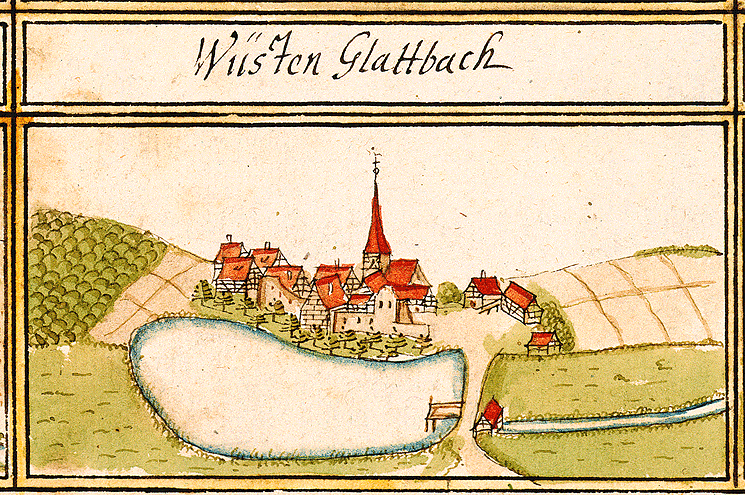
Kleinglattbach/Wüsten Glattbach 1684 (Andreas Kieser)

Die urkundliche Ersterwähnung in einer Speyrer Urkunde aus dem Jahre 1023 besagt wenig. Als gesichert gilt, dass das Dorf älter ist. Ob mit der in der Urkunde erwähnten Ortschaft Kleinglattbach oder vielleicht auch das sieben Kilometern südwestlich liegende Großglattbach (heute Stadtteil von Mühlacker) gemeint ist, bleibt ungewiss. 1293 wurde der Ort Wüstenglattbach genannt, was wie Dürrenglattbach darauf hinweist, dass er im Hochmittelalter zeitweilig wüst gefallen, also durch Kriegseinwirkung, Seuchen oder andere Faktoren entvölkert war.
In der Vergangenheit wurde Kleinglattbach von Ensingen aus verwaltet. Den Ortskern, das Hofgut, nutzte sein damaliger Besitzer, der Herzog von Württemberg, als Schafhof.
Das Hofgut lag seit 1862 für knapp hundert Jahre in Besitz der Familie von Neurath. Aus dieser Familie entstammten einige Offiziere und Diplomaten, der bekannteste ist Konstantin Freiherr von Neurath, der von 1932 bis 1938 deutscher Außenminister und später Reichsprotektor in Böhmen und Mähren war. Nach dem Zweiten Weltkrieg war im Herrenhaus des Hofguts die Knabenheimschule des evangelischen Hilfswerks für ca. 70 elternlose Kinder vorwiegend aus den deutschen Ostgebieten unter Leitung von Willibald Heldt untergebracht. Heute befindet sich das Hofgut Kleinglattbach im Besitz der Familie Sanders-Groeneveld.

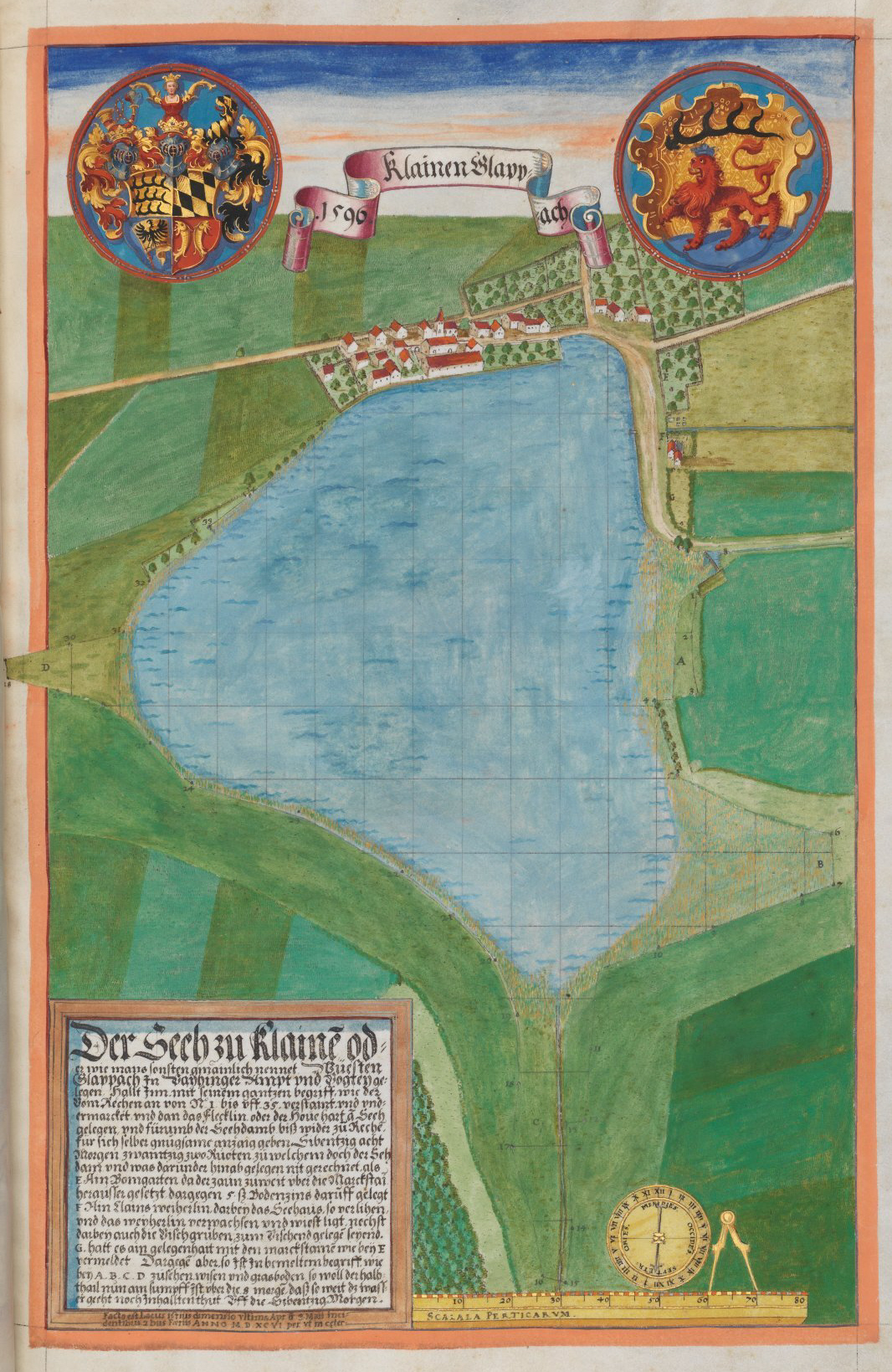
Der See zu Kleinglattbach 1596

An der Ostseite des Gutshofs steht die kleine Dorfkirche St. Peter. Sie war ursprünglich ein romanisches Bauwerk, das später im gotischen Stil umgebaut wurde. In dem erst in jüngster Zeit renovierten Bauwerk befindet sich eine bemerkenswerte Orgel der Firma Walcker aus Ludwigsburg. Sie stammt aus dem Jahr 1859, hat ein gotisches Gehäuse und sieben Register, ist aber seit langem nicht mehr bespielbar.
Im September 1959 wurde auf dem sogenannten Bergle, einer Anhöhe östlich des alten Dorfkerns, eine neue evangelische Kirche eingeweiht. Da die Gemeinde in den Jahren zuvor aufgrund der Ansiedlung von Vertriebenen, insbesondere aus Bessarabien, sehr angewachsen war, hatte der einflussreiche damalige Pfarrer Adolf Greinert diesen Kirchenneubau forciert.
Am 1. Januar 1972 wurde Kleinglattbach in die Stadt Vaihingen an der Enz eingemeindet.

## Kultur und Sehenswürdigkeiten

### Museen
In Kleinglattbach findet sich das einzige Bonbon-Museum Deutschlands, betrieben von der Bonbonfabrik Jung, eine der ältesten Bonbonfabriken Deutschlands.

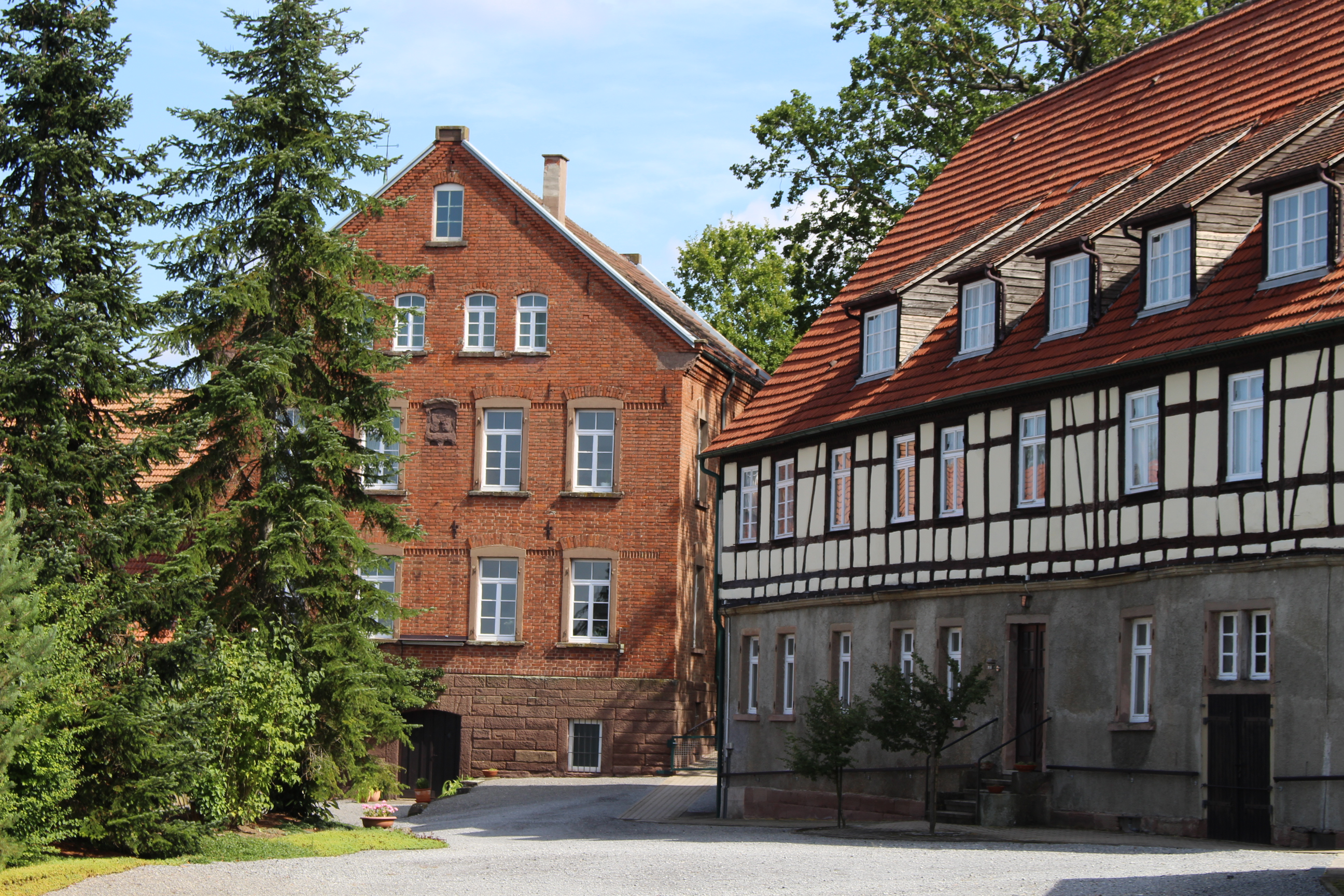
Hofgut Kleinglattbach

### Bauwerke
Das Hofgut Kleinglattbach ist ein Denkmalensemble im Dorfkern. Die ersten Strukturen gehen vermutlich auf einen fränkischen Herrenhof (um 900 n. Chr.) zurück.
Die Peterskirche, direkt neben dem Hofgut gelegen, ist eine einschiffige gotische Chorturmkirche.

## Bildungseinrichtungen

### Kindergärten
- Kindergarten in der Balzhalde
- Kindergarten am Hofgut
- Evangelischer Kindergarten „Pusteblume“ Kleinglattbach
- Kindergarten am Osterwiesenweg

### Schulen
- Bartenbergschule, Grundschule
- Ottmar Mergenthaler Realschule

## Vereine in Kleinglattbach
- Akademie - Vaihingen e. V.
- Bauernverband Kleinglattbach
- Bessarabische Landsmannschaft
- Ev. Jugend Kleinglattbach
- Freiwillige Feuerwehr - Abteilung Kleinglattbach
- Freunde und Förderer des Jugend- und Freizeitclubs Kleinglattbach e. V.
- Friedensgruppe Kleinglattbach
- Hobby-Modell-Sport-Verein
- Jugend- und Freizeitclub Kleinglattbach e. V.
- Kulturtreff Kleinglattbach
- Liebenzeller Gemeinschaft Kleinglattbach e. V.
- Liederkranz Kleinglattbach
- Musikverein Kleinglattbach e. V.
- Obst- und Gartenbauverein Kleinglattbach
- Posaunenchor Kleinglattbach
- TSV-Kleinglattbach 1954 e. V.
- VdK Kleinglattbach

## Persönlichkeiten
- Konstantin von Neurath (1873–1956), Politiker und Außenminister, geboren in Kleinglattbach.
- Ludwig August Neubronn von Eisenburg (1772–1823), Oberst und Kammerherr, geboren in Kleinglattbach